# 馳渡山
馳渡山（かけわたりやま）は、兵庫県宝塚市にある標高289.4mの山である。武庫川の対岸にある武田尾温泉から全景が見渡せる。

## 概要
一般的にJR福知山線武田尾駅から武田尾温泉を経て、阪急田園バスのバス停近くにある登山口を目指す。だが登山口といったものは無く、古井戸があるのみ。自己責任で登山を始めなければならない。山頂には298.4mの三角点があり、景色の眺めは無い。登山客は少なく、中山から十万辻、大峰山を経て縦走してきた客のみである。山麓の北西から南東へは武庫川が反時計回りに流れる。山を福知山線の第一武田尾トンネルと神戸水道が貫く。